# ゲイリー・ショッカー
ゲイリー・ショッカー（Gary Schocker, 1959年10月18日- ）は、アメリカ合衆国出身のフルート奏者、作曲家、ピアニスト。15歳の時ニューヨーク・フィルハーモニックと共演（ヤング・ピープルズ・コンサート）、 フィラデルフィア管弦楽団 、ニュージャージー交響楽団、 ダラス交響楽団、 ウエスト・ジャーマン・シンフォニア、イタリア合奏団とも共演。コロンビア、パナマ、カナダ、オーストラリア、台湾、日本、ドイツ、フランス、イタリアでツアーや指導を行っている。 

## 作曲活動
200作品以上のフルートのための作品を作曲している。 
フルート奏者のジェームズ・ゴールウェイは、アイルランド・アデア・フェスティバル（Ireland's Adair Festival）でショッカー作曲の協奏曲 Green Places を初演し、またニュージャージー交響楽団とこの作品を共演している。 2015年、クラシックギター奏者ジェイソン・ボーとハープ奏者ヨランダ・コンドナシスはショッカーに Hypnotized の作曲を委嘱しており、同作品はアルバム Together に収録された。 
ショッカーは、フルート曲の他、多数の歌唱曲、劇音楽、子供向けのミュージカル音楽を作曲している。また、ピアノ、オーボエ、バスーン、クラリネット、２台のピアノのためのソナタを作曲している。 
2007年、びわ湖国際フルートコンクールの委嘱を受け、 Biwako Wind を作曲。 

## 演奏活動
フルート奏者として、日本と台湾で何度か公演を行っている。2012年、台湾国際フルートフェスティバルに参加し、自ら作曲したフルートとオーケストラのための作品３曲を演奏。2015年8月には、第17回日本フルートコンベンションで、自ら作曲した Green PlacesとHannah's Gladeを演奏。 
2003年以来、ニューヨークのホーリークロス修道院で世界中のフルート奏者を集めたマスタークラスで指導を行っている。ニューヨーク大学の教員を務め、また、ニューヨークとペンシルベニア州イーストンで個人的に指導活動を行っている。 
William S. HaynesとLouis Lot 製作のフルートを使用。 またDavid WilliamsとDavid Chuが作ったヘッドジョイントでも演奏している。 

## 受賞
1978年に国立フルート協会のヤング・アーティスト・コンクール、1980年にニューヨーク・フルート・クラブのヤング・アーティスト・コンクール、1985年にはヤング・コンサート・アーティスト・インターナショナル・オーディションを受賞。 
国際クラリネット協会の作曲賞を二度受賞。また、ナショナル・フルート・アソシエーションの音楽賞を複数にわたり受賞。

## ディスコグラフィー
- Bach Handel Telemann  (Chesky)
- Mozart Flute Quartets (Chesky)
- Dream Travels (2002)（ジェイソン・ボーとの共演）
- Flute Forest  (2004)
- Arioso (2004)（ジェイソン・ボーとの共演）
- Regrets and Resolutions  (2000)
- Airborne  (2000)
- The Awakening and Far from the Madding Crowd (2000)
- Healing Music (Azica)
- Garden in Harp (Azica, 2012)
- For Dad (Azica)
- Inside Out (CD Baby, 2015)